# ویکس، پورتوریکو
ویکس (به انگلیسی: Vieques) یک منطقهٔ مسکونی در ایالات متحده آمریکا است که در پورتوریکو واقع شده‌است.
 ویک ۱۳۵ کیلومتر مربع مساحت و ۹٬۳۰۱ نفر جمعیت دارد.